# Rajouri
Rajouri es una localidad de la India capital del distrito de Rajouri, en el estado de Jammu y Cachemira.

## Geografía
Se encuentra a una altitud de 925 m s. n. m. a 112 km de la capital estatal, Srinagar, en la zona horaria UTC +5:30.

## Demografía
Según estimación 2010 contaba con una población de 42 328 habitantes.